# Filmografia lui Willem Dafoe
Filmografia lui Willem Dafoe:

### Film
| An   | Titlu                                    | Rol                           | Note |
| ---- | ---------------------------------------- | ----------------------------- | --- |
| 1980 | Heaven's Gate                            |                               | Uncredited |
| 1982 | The Loveless                             | Vance                         | |
| 1983 | The Hunger                               | 2nd Phone Booth Youth         | |
| 1984 | Roadhouse 66                             | Johnny Harte                  | |
| 1984 | New York Nights                          | Boyfriend                     | |
| 1984 | Streets of Fire                          | Raven Shaddock                | |
| 1985 | To Live and Die in L.A.                  | Erick "Rick" Masters          | |
| 1986 | Platoon                                  | Sergeant Elias                | Nominalizare la—Academy Award for Best Supporting Actor Nominalizare la—Independent Spirit Award for Best Male Lead |
| 1988 | Off Limits                               | Buck McGriff                  | |
| 1988 | The Last Temptation of Christ            | Jesus                         | |
| 1988 | Mississippi Burning                      | Agent Alan Ward               | |
| 1989 | Triumph of the Spirit                    | Salamo Arouch                 | |
| 1989 | Născut pe 4 iulie                        | Charlie – Villa Dulce         | |
| 1990 | Cry-Baby                                 | Guard                         | Cameo |
| 1990 | Wild at Heart                            | Bobby Peru                    | Nominalizare la—Independent Spirit Award for Best Supporting Male |
| 1991 | Flight of the Intruder                   | Lt. Cmdr. Virgil "Tiger" Cole | |
| 1992 | White Sands                              | Deputy Sheriff Ray Dolezal    | |
| 1992 | Light Sleeper                            | John LeTour                   | Sant Jordi Award for Best Foreign Actor |
| 1993 | Body of Evidence                         | Frank Dulaney                 | Nominalizare la—Golden Raspberry Award for Worst Actor |
| 1993 | Faraway, So Close!                       | Emit Flesti                   | |
| 1994 | Tom & Viv                                | Tom Eliot                     | |
| 1994 | Clear and Present Danger                 | John Clark                    | |
| 1995 | Victory                                  | Axel Heyst                    | |
| 1995 | The Night and the Moment                 | The Writer                    | |
| 1996 | Basquiat                                 | The Electrician               | |
| 1996 | The English Patient                      | David Caravaggio              | Nominalizare la—Screen Actors Guild Award for Outstanding Performance by a Cast in a Motion Picture |
| 1997 | Speed 2: Cruise Control                  | John Geiger                   | Nominalizare la—Golden Raspberry Award for Worst Supporting Actor |
| 1997 | Affliction                               | Rolfe Whitehouse              | |
| 1998 | Lulu on the Bridge                       | Dr. Van Horn                  | |
| 1998 | New Rose Hotel                           | X                             | |
| 1999 | eXistenZ                                 | Gas                           | |
| 1999 | The Boondock Saints                      | Agent Paul Smecker            | |
| 2000 | American Psycho                          | Det. Donald Kimball           | |
| 2000 | Animal Factory                           | Earl Copen                    | |
| 2000 | Shadow of the Vampire                    | Max Schreck                   | Fantasporto's International Fantasy Film Award for Best Actor Ft. Lauderdale International Film Festival's President Award for Outstanding Creative Performance Independent Spirit Award for Best Supporting Male Los Angeles Film Critics Association Award for Best Supporting Actor Phoenix Film Critics Society Award for Best Supporting Actor Satellite Award for Best Supporting Actor – Motion Picture Comedy or Musical Saturn Award for Best Supporting Actor Sitges Film Festival's Gran Angular Award for Best Actor Nominalizare la—Academy Award for Best Supporting Actor Nominalizare la—Chicago Film Critics Association Award for Best Supporting Actor Nominalizare la—Chlotrudis Award for Best Supporting Actor Nominalizare la—Dallas-Fort Worth Film Critics Association Award for Best Supporting Actor (3rd place) Nominalizare la—Golden Globe Award for Best Supporting Actor - Motion Picture Nominalizare la—New York Film Critics Circle Award for Best Supporting Actor (2nd place) Nominalizare la—Online Film Critics Society Award for Best Supporting Actor Nominalizare la—San Diego Film Critics Society Award for Best Supporting Actor (2nd place) Nominalizare la—Screen Actors Guild Award for Outstanding Performance by a Male Actor in a Supporting Rol |
| 2000 | Bullfighter                              | Father Ramirez                | |
| 2001 | Pavilion of Women                        | Father Andre                  | |
| 2001 | Edges of the Lord                        | Priest                        | |
| 2002 | Spider-Man                               | Green Goblin/Norman Osborn    | Nominalizare la—Saturn Award for Best Supporting Actor Nominalizare la—MTV Movie Award for Best Villain Nominalizare la—MTV Movie Award for Best Fight (with Tobey Maguire) |
| 2002 | Auto Focus                               | John Henry Carpenter          | Nominalizare la—Chicago Film Critics Association Award for Best Supporting Actor Nominalizare la—Las Vegas Film Critics Society Award for Best Supporting Actor Nominalizare la—New York Film Critics Circle Award for Best Supporting Actor (3rd place) |
| 2002 | Journey on Rio                           | Julio, Imaginary Friend       | Voce |
| 2003 | Finding Nemo                             | Gill                          | Voce |
| 2003 | The Reckoning                            | Martin                        | |
| 2003 | Once Upon a Time in Mexico               | Armando Barillo               | |
| 2003 | Camel Cricket City                       | Camel Cricket                 | Voce Short film |
| 2004 | The Clearing                             | Arnold Mack                   | |
| 2004 | Spider-Man 2                             | Green Goblin/Norman Osborn    | Cameo |
| 2004 | The Life Aquatic with Steve Zissou       | Klaus Daimler                 | Nominalizare la—Boston Society of Film Critics Award for Best Ensemble Cast (2nd place) Nominalizare la—Broadcast Film Critics Association Award for Best Cast |
| 2004 | Control                                  | Dr. Michael Copeland          | Direct-to-video |
| 2004 | The Aviator                              | Roland Sweet                  | |
| 2005 | xXx: State of the Union                  | General George Deckert        | |
| 2005 | Manderlay                                | Grace's Father                | |
| 2005 | Before It Had a Name                     | Leslie                        | The Black Widow in the United States |
| 2005 | Ripley Under Ground                      | Neil Murchison                | |
| 2006 | American Dreamz                          | Chief of Staff                | |
| 2006 | Inside Man                               | Capt. John Darius             | |
| 2006 | Tales from Earthsea                      | Cob                           | Voce – English version |
| 2006 | Paris, je t'aime                         | The Cowboy                    | Segment: "Place des Victoires" |
| 2007 | The Walker                               | Senator Larry Lockner         | |
| 2007 | Mr. Bean's Holiday                       | Carson Clay                   | |
| 2007 | Spider-Man 3                             | Green Goblin/Norman Osborn    | Credited cameo/ Villain; also uncredited extra |
| 2007 | Go Go Tales                              | Ray Ruby                      | |
| 2007 | Anamorph                                 | Det. Stan Aubrey              | |
| 2008 | Fireflies in the Garden                  | Charles Waechter              | |
| 2008 | Adam Resurrected                         | Commandant Klein              | |
| 2008 | The Dust of Time                         | A                             | |
| 2009 | Antichrist                               | He                            | Bodil Award for Best Actor in a Leading Rol Nominalizare la—Robert Award for Best Actor in a Leading Rol |
| 2009 | Fantastic Mr. Fox                        | Rat                           | Voce |
| 2009 | Cirque du Freak: The Vampire's Assistant | Gavner Purl                   | |
| 2009 | The Boondock Saints II: All Saints Day   | Paul Smecker                  | Cameo |
| 2009 | Daybreakers                              | Elvis                         | |
| 2009 | My Son, My Son, What Have Ye Done?       | Detective Havenhurst          | |
| 2009 | L'affaire Farewell                       | Feeney                        | |
| 2010 | Miral                                    | Eddie                         | |
| 2011 | The Hunter                               | Martin David                  | Nominalizare la—AACTA Award for Best Actor in a Leading Rol |
| 2011 | 4:44 Last Day on Earth                   | Cisco                         | |
| 2012 | John Carter                              | Tars Tarkas                   | Performance capture |
| 2013 | Odd Thomas                               | Wyatt Porter                  | |
| 2013 | A Most Wanted Man                        | Tommy Brue                    | Post-production |
| 2013 | Out of the Furnace                       | John Prtty                    | Post-producție |
| 2013 | Whiskey Bay                              | Bud Carter                    | Post-producție |
| 2013 | Nymphomaniac                             | TBA                           | Post-producție |
| 2014 | The Grand Budapest Hotel                 | TBA                           | În filmări |
| 2014 | The Fault in Our Stars                   | Peter Van Houten              | În filmări |

### Televiziune
| An   | Titlu             | Rol            | Note                                     |
| ---- | ----------------- | -------------- | ---------------------------------------- |
| 1986 | The Hitchhiker    | Jeffrey Hunt   | "Ghostwriter"                            |
| 1982 | Knight Power      | Colonel Briggs | Voice "Fire"                             |
| 1991 | Fishing With John | În rolul său   | Segment: "Ice Fishing in Northern Maine" |
| 1997 | The Simpsons      | The Commandant | Voce "The Secret War of Lisa Simpson"    |
| 2007 | Family Guy        | În rolul său   | Voce and likeness Lois Kills Stewie      |

### Jocuri video
| An   | Titlu                                 | Rol                          | Note                   |
| ---- | ------------------------------------- | ---------------------------- | ---------------------- |
| 2002 | Spider-Man                            | Green Goblin / Norman Osborn |                        |
| 2004 | James Bond 007: Everything or Nothing | Nikolai Diavolo              | Both Voce and likeness |
| 2013 | Beyond: Two Souls                     | Nathan Dawkins               | Both Voce and likeness |